# Баннис, Кристиан
Кристиан Баннис (дат. Christian Bannis; род. 4 января 1992, Люнгбю-Торбек, Копенгаген) — датский футболист, полузащитник клуба «Таруп-Поруп». В 2018 году сыграл 1 матч за сборную Дании.

## Биография

### Клубная карьера
Воспитанник клуба «Оденсе», несколько раз включался в заявку команды на матчи чемпионата Дании, но так и не провёл ни одной игры за основной состав. Дебютировал на профессиональном уровне в сезоне 2012/13 в составе клуба «Фюн», за который провёл два матча в первом дивизионе. Во второй части сезона перешёл в клуб второго дивизиона «Оттеруп». Летом 2013 года подписал контракт с клубом первого дивизиона «Марьенлист», в составе которого провёл один сезон, отыграл 28 матчей и забил 1 гол. С 2014 года выступает за клубы второго дивизиона «Свеннборг», «Миддельфарт», «Марьенлист» и «Таруп-Поруп».

### Карьера в сборной
В 2018 году между датским футбольным союзом и ассоциацией датских футболистов произошёл конфликт. Стороны не смогли подписать партнёрское соглашение (действие предыдущего закончилось ещё 1 августа), из-за разногласий по использованию имиджевых прав игроков сборной. В итоге футболисты объявили бойкот федерации и отказались выходить на товарищеский матч против сборной Словакии, их поддержали и другие профессиональные футболисты, которые также отказались от вызова в сборную. 4 сентября на сайте датского футбольного союза был опубликован новый состав из 24 футболистов, куда вошёл и Кристиан Баннис. На следующий день Баннис вышел на матч в стартовом составе и был заменён в перерыве, уступив место Андерсу Хунсбаллю. Встреча завершилась со счётом 0:3 в пользу Словакии.

## Статистика

### Матчи Фёнса за сборную Дании
| Матчи Фёнса за сборную Дании | Матчи Фёнса за сборную Дании | Матчи Фёнса за сборную Дании | Матчи Фёнса за сборную Дании | Матчи Фёнса за сборную Дании | Матчи Фёнса за сборную Дании |
| ---------------------------- | ---------------------------- | ---------------------------- | ---------------------------- | ---------------------------- | ---------------------------- |
| №                            | Дата                         | Соперник                     | Счёт                         | Голы Фёнса                   | Соревнование                 |
| 1                            | 5 сентября 2018              | Словакия                     | 0:3                          | —                            | Товарищеский матч            |

Итого: 1 матч / 0 голов; 0 побед, 0 ничьих, 1 поражение.